# Challenge Bell 1993
Challenge Bell 1993 — тенісний турнір, що проходив на закритих кортах з килимовим покриттям Club Avantage Multi-Sports у Квебеку (Канада). Належав до турнірів 3-ї категорії в рамках Туру WTA 1993. Це був перший турнір Challenge Bell, і тривав з 1 до 7 листопада 1993 року. Наталі Тозья здобула титул в одиночному розряді.

## Переможниці та фіналістки

### Одиночний розряд
Наталі Тозья —  Катарина Малеєва, 6–4, 6–1
- Для Тозья це був єдиний титул за сезон і 2-й - за кар'єру.

### Парний розряд
Катріна Адамс /  Манон Боллеграф —  Катарина Малеєва /  Наталі Тозья, 6–4, 6–4
- Для Адамс це був 3-й титул за сезон і 16-й — за кар'єру. Для Боллеграф це був 2-й титул за сезон і 11-й — за кар'єру.